# ブライアン・オルテガ
ブライアン・オルテガ（Brian Ortega、1991年2月21日 - ）は、アメリカ合衆国の男性総合格闘家。カリフォルニア州ロサンゼルス出身。グレイシー柔術アカデミー/ハンティントンビーチ・アルティメット・トレーニングセンター/ブラックベルト・サーフィン所属。UFC世界フェザー級ランキング5位。元RFAフェザー級王者。

## 来歴
カリフォルニア州ロサンゼルスでメキシコからの不法移民の両親のもとに生まれ、ロサンゼルス港湾地区のプロジェクト（低所得者用公営住宅）で育った。周囲では当時ギャングの活動が盛んであり、治安の悪い環境の中でオルテガ自身もストリートファイトに明け暮れ、何度か警察の世話になっている。
5歳からムエタイとキックボクシングのジムへ通う。13歳の時からトーランスのグレイシー柔術アカデミーに通い、ヘナー・グレイシー（ホリオン・グレイシーの次男）の指導を受けた。15歳になるとアマチュア総合格闘技の試合に出場するようになり、17歳の頃からはボクシングを習い始めた。
2010年、19歳でプロ総合格闘技デビュー。
2013年12月、ヘナーからグレイシー柔術黒帯を授与された。
2014年1月24日、RFAフェザー級王座決定戦でキオニ・コクと対戦し、2-1の判定勝ちを収め王座獲得に成功した。

### UFC
2014年7月26日、UFC初参戦となったUFC on FOX 12でマイク・デ・ラ・トーレと対戦し、スタンド状態からリアネイキドチョークを極め、試合開始99秒で一本勝ちを収めたが、試合後の薬物検査でドロスタノロンの陽性反応が検出されたため、カリフォルニア州アスレチック・コミッションから9ヶ月間の出場停止処分を受け、試合結果もノーコンテストに変更された。
2015年6月6日、UFC Fight Night: Boetsch vs. Hendersonでチアゴ・タバレスと対戦し、マウントパンチで3RTKO勝ち。ファイト・オブ・ザ・ナイトを受賞した。
2017年7月29日、UFC 214でフェザー級ランキング9位のヘナート・モイカノと対戦。キャリア無敗同士の一戦となったが、ギロチンチョークで3R一本勝ちを収め、ファイト・オブ・ザ・ナイトを受賞した。
2017年12月9日、UFC Fight Night: Swanson vs. Ortegaでフェザー級ランキング4位のカブ・スワンソンと対戦し、ギロチンチョークで2R一本勝ち。ファイト・オブ・ザ・ナイトとパフォーマンス・オブ・ザ・ナイトを同時受賞した。
2018年3月3日、UFC 222でフェザー級ランキング2位の元UFC世界ライト級王者フランク・エドガーと対戦し、右アッパーで1RKO勝ち。パフォーマンス・オブ・ザ・ナイトを受賞した。
2018年12月8日、UFC 231のUFC世界フェザー級タイトルマッチで王者マックス・ホロウェイに挑戦。激しい打ち合いを繰り広げ、ホロウェイの連打を耐え凌ぐも、4R終了時に左目が塞がりドクターストップでTKO負け。王座獲得に失敗し、キャリア初黒星となったものの、ファイト・オブ・ザ・ナイトを受賞した。
2020年10月18日、約1年10か月ぶりの復帰戦となったUFC Fight Night: Ortega vs. The Korean Zombieでフェザー級ランキング4位のジョン・チャンソンと対戦し、スタンドの攻防で終始圧倒して3-0の5R判定勝ち。アレクサンダー・ヴォルカノフスキーの持つUFC世界フェザー級王座への挑戦権を獲得した。
2021年3月27日、UFC 260のUFC世界フェザー級タイトルマッチで王者アレクサンダー・ヴォルカノフスキーに挑戦予定であったが、ヴォルカノフスキーが大会1週間前に新型コロナウイルスに感染したため中止となった。
2021年4月2日、約2年半ぶりに放送が再開されたリアリティ番組「The Ultimate Fighter」のシーズン29でアレクサンダー・ヴォルカノフスキーと共にそれぞれのチームのコーチを務めた。
2021年9月25日、UFC 266のUFC世界フェザー級タイトルマッチで王者アレクサンダー・ヴォルカノフスキーに挑戦。3Rにギロチンチョークと三角絞めを極めるものの凌がれ、試合全体を通して劣勢に立たされて0-3の5R判定負け。王座獲得に失敗したものの、ファイト・オブ・ザ・ナイトを受賞した。また、この試合はESPNから2021年のファイト・オブ・ザ・イヤーに選出された。
2022年7月16日、UFC on ABC: Ortega vs. Rodríguezでフェザー級ランキング3位のヤイール・ロドリゲスと対戦し、1R終盤にグラウンドで上になった際に右肩を脱臼しTKO負け。
2024年2月24日、約1年7カ月ぶりの復帰戦となったUFC Fight Night: Moreno vs. Royval 2でフェザー級ランキング3位のヤイール・ロドリゲスと再戦。1Rにパンチでダウンを奪われるも、2Rからグラウンドで巻き返し、3Rに肩固めで一本勝ち。リベンジに成功し、パフォーマンス・オブ・ザ・ナイトを受賞した。
2024年9月14日、UFC 306でフェザー級ランキング13位のディエゴ・ロペスと対戦し、0-3の判定負け。

## ファイトスタイル
グレイシー柔術黒帯の事績に裏打ちされた極めの強さと、巧みなボクシングテクニックを合わせ持ったファイター。スタンドのボクシングでダメージを蓄積させてからフィニッシュに持ち込む展開を得意としている。ジャッジのポイントを意識したグラウンドコントロールよりも関節技で極めることを重視しており、現代MMAでは珍しく、相手の下のポジションを取ることも厭わない。

## 人物・エピソード
- 幼少期に貧しい生活を送った経験から、2018年に恵まれない境遇の子供たちを支援するNPO「ブライアン・オルテガ基金」を設立した。
- UFC Fight Night: Ortega vs. The Korean Zombieのジョン・チャンソン戦では自身の長髪を剃ってスキンヘッドで登場し、剃った毛髪を化学療法を受けている子供たちのために慈善団体「Locks of Love」へ寄付した[24][25]。
- 以前交際していたガールフレンドとの間に2人の息子がいる。

## 戦績
| 総合格闘技 戦績 | 総合格闘技 戦績 | 総合格闘技 戦績 | 総合格闘技 戦績 | 総合格闘技 戦績 | 総合格闘技 戦績 | 総合格闘技 戦績 |
| --------------- | --------------- | --------------- | --------------- | --------------- | --------------- | --------------- |
| 21 試合         | (T)KO           | 一本            | 判定            | その他          | 引き分け        | 無効試合        |
| 16 勝           | 3               | 8               | 5               | 0               | 0               | 1               |
| 4 敗            | 2               | 0               | 2               | 0               | 0               | 1               |

| 勝敗 | 対戦相手                           | 試合結果                          | 大会名                                                              | 開催年月日     |
|      | アルジャメイン・スターリング       |                                   | UFC Fight Night: Walker vs. Zhang                                   | 2025年8月23日  |
| ×    | ディエゴ・ロペス                   | 5分3R終了 判定0-3                 | UFC 306: O'Malley vs. Dvalishvili                                   | 2024年9月14日  |
| ○    | ヤイール・ロドリゲス               | 3R 0:58 肩固め                    | UFC Fight Night: Moreno vs. Royval 2                                | 2024年2月24日  |
| ×    | ヤイール・ロドリゲス               | 1R 4:11 TKO（右肩の負傷）         | UFC on ABC 3: Ortega vs. Rodríguez                                  | 2022年7月16日  |
| ×    | アレクサンダー・ヴォルカノフスキー | 5分5R終了 判定0-3                 | UFC 266: Volkanovski vs. Ortega 【UFC世界フェザー級タイトルマッチ】 | 2021年9月25日  |
| ○    | ジョン・チャンソン                 | 5分5R終了 判定3-0                 | UFC Fight Night: Ortega vs. The Korean Zombie                       | 2020年10月18日 |
| ×    | マックス・ホロウェイ               | 4R終了時 TKO（ドクターストップ）  | UFC 231: Holloway vs. Ortega 【UFC世界フェザー級タイトルマッチ】    | 2018年12月8日  |
| ○    | フランク・エドガー                 | 1R 4:44 KO（右アッパー→パウンド） | UFC 222: Cyborg vs. Kunitskaya                                      | 2018年3月3日   |
| ○    | カブ・スワンソン                   | 2R 3:22 ギロチンチョーク          | UFC Fight Night: Swanson vs. Ortega                                 | 2017年12月9日  |
| ○    | ヘナート・モイカノ                 | 3R 2:59 ギロチンチョーク          | UFC 214: Cormier vs. Jones 2                                        | 2017年7月29日  |
| ○    | クレイ・グイダ                     | 3R 4:40 KO（右膝蹴り）            | UFC 199: Rockhold vs. Bisping 2                                     | 2016年6月4日   |
| ○    | ディエゴ・ブランダオン             | 3R 1:37 三角絞め                  | UFC 195: Lawler vs. Condit                                          | 2016年1月2日   |
| ○    | チアゴ・タバレス                   | 3R 4:10 TKO（マウントパンチ）     | UFC Fight Night: Boetsch vs. Henderson                              | 2015年6月6日   |
| －   | マイク・デ・ラ・トーレ             | ノーコンテスト（薬物検査失格）    | UFC on FOX 12: Lawler vs. Brown                                     | 2014年7月26日  |
| ○    | キオニ・コク                       | 5分5R終了 判定2-1                 | RFA 12: Oretga vs. Koch 【RFAフェザー級王座決定戦】                 | 2014年1月24日  |
| ○    | ジョーダン・リナルディ             | 3R 2:29 三角絞め                  | RFA 9: Munhoz vs. Curran                                            | 2013年8月16日  |
| ○    | トーマス・ギーモン                 | 1R 4:02 三角絞め                  | Respect in the Cage 20 【RTCフェザー級タイトルマッチ】              | 2013年5月4日   |
| ○    | カルロス・ガルセス                 | 5分5R終了 判定3-0                 | Respect in the Cage 10 【RTCフェザー級王座決定戦】                  | 2011年3月12日  |
| ○    | クリス・メルカド                   | 5分3R終了 判定3-0                 | Respect in the Cage 9                                               | 2011年1月15日  |
| ○    | ヴィンセント・マルティネス         | 1R 1:54 リアネイキドチョーク      | Respect in the Cage 5                                               | 2010年7月24日  |
| ○    | ブレイディ・ハリソン               | 3分3R終了 判定3-0                 | Gladiator Challenge: Bad Behavior                                   | 2010年6月27日  |
| ○    | ジョン・サクソン                   | 1R 1:48 三角絞め                  | Gladiator Challenge: Maximum Force                                  | 2010年4月25日  |

## 獲得タイトル
- RTCフェザー級王座（2011年）
- 第3代RFAフェザー級王座（2014年）

## 表彰
- グレイシー柔術 黒帯
- UFC
  - UFC ファイト・オブ・ザ・ナイト（5回）
  - UFC パフォーマンス・オブ・ザ・ナイト（3回）
- ESPN
  - ESPN ファイト・オブ・ザ・イヤー（アレクサンダー・ヴォルカノフスキー戦）